# Circondario di Brandeburgo
Il circondario di Brandeburgo (in tedesco Kreis Brandenburg) era un circondario della Repubblica Democratica Tedesca, parte del distretto di Potsdam.

## Storia
Il circondario di Brandeburgo fu istituito il 25 luglio 1952 con la riforma amministrativa della RDT; si estendeva su territori già appartenuti al disciolto circondario di Zauch-Belzig. La sede amministrativa era posta nella città di Brandeburgo sulla Havel, che tuttavia non era parte del circondario, costituendo essa stessa un circondario urbano.
Il 17 maggio 1990 assunse il nuovo nome di Landkreis Brandenburg ("circondario di Brandeburgo"), e poco dopo, in seguito alla riunificazione tedesca, divenne parte dello stato del Brandeburgo.
Il 6 dicembre 1993, nell'ambito della riforma amministrativa dello stato del Brandeburgo, il circondario di Brandeburgo venne soppresso; le città e i comuni che lo componevano passarono tutti al nuovo circondario di Potsdam-Mittelmark.